# Erhai
Erhai (ěrhǎi, 洱海), er en alpinsk bjergsø i provinsen Yunnan i det sydvestlige Kina. Men er også kendt som Yeyuze eller Kunming Søen i tidligere tider. En almindelig brugt fejloversættelse er Erhai Søen.

## Geografi
Erhai ligger i 1.972 meters højde; Den er 40 km lang i nord-sydlig retning og omkring 7-8 km bred. Den har et areal på 250 km², hvilket gør den til den næst største højlandssø i Kina, efter Dianchi Søen. Den har en omkreds på 116 km, en gennemsnitsdybde på 11 m og indeholder op til 2,5 km³ vand.
Søen ligger ved Cangshan bjergene mod vest, i bypræfekturet Dali. Den udbreder sig ved Dengchuan mod nord og ender ved byen Xiaguan mod syd; den får vand fra floderne Miju og Mici i nord, Bolou River (mod øst) og mindre vandløb fra Cangshan bjergene mod vest. Den har udløb mod syd i floden Yangbi som derefter løber til Lancang og videre til Mekongfloden.

## Attraktioner
Søbredderne kan udforskes på vandreture; nogle af højdepunkterne er Erhai Park og Sommerfuglekilderne på vestbredden. Øerne Guanyin Ge, Jinsuoøen , Nanzhao Fengqing og Xiaoputuo  – kan besøges.
Søen er en vigtig fødevareressource for de lokale af Baifolket, som er berømt for deres fiskemetode: de opdrætter skarver til at bringe deres fangst tilbage; man forhindrer fuglene i at sluge fisken med ringe omkring deres hals. Erhai har en høj biodiversitet af Karper (Cyprinus), og endemiske arter som C. barbatus, C. daliensis og C. longipectoralis er fundet her.
Området ved søen har tidligere været en kongelig dyrepark for Nanzhao-riget.